# Blastobasis maroccanella
Blastobasis maroccanella é uma espécie de mariposa do gênero Blastobasis pertencente à família Coleophoridae.